# 長森佳容
長森佳容（日语：／ Nagamori Yoshihiro），日本動畫師和人物設計師。曾隸屬Synergy SP，目前是自由身。

## 概要
- 常擔任商業動畫的人物設計。
- 常參與Studio Pierrot、GALLOP和TNK的動畫製作。
- 是爆旋陀螺系列的主要人物設計師。

## 參與作品
※詳細的負責話數，請參考線上資料庫「作畫@wiki」的專屬頁面 （页面存档备份，存于）。

### 電視動畫
1986年
- 聖鬥士星矢（動畫）
- 四驅小子（原畫）
- 美味大挑戰（原畫）
- 大耳鼠（原畫）

1991年
- 魔法公主敏奇毛毛 第2作（原畫）

- ゲンジ通信あげだま（日语：ゲンジ通信あげだま）（原畫）

1992年
- 俏皮幻法小花仙（次要人物設計、作畫監督）
- 小巫仙（原畫）
- 幽遊白書（原畫）

1993年
- 恐龍惑星（作畫監督）
- 熱血最強（原畫）

1994年
- Genediver（人物設計、分鏡、演出、作畫監督）[1]
- 飛天少女豬事丁（作畫監督）

1995年
- 愛麗斯偵探局（人物設計、分鏡、演出、作畫監督）
- 忍空（原畫）

1996年
- 愛麗斯偵探局 第2季（人物設計、作畫監督）
- 熱鬥小馬（原畫）
- Virtua Fighter（原畫）
- 機動戰艦（原畫）
- Harley Spiny（作畫監督、原畫）

1997年
- 救命戰士（人物設計、作畫監督）
- 晴天Pig Pig（原畫）
- 櫻桃子劇場（日语：コジコジ）（原畫）
- 少女革命（原畫）
- 烈火之炎（原畫）
- 尋寶探險記（日语：フォーチュン・クエストL） （原畫）
- 大運動會（原畫）

1998年
- 銀河漂流13（原畫）
- Startling Doctor（英语：Startling Doctor）（作畫監督、原畫）
- BOMBOM彈珠人（作畫監督）

1999年
- 雷雷雷的天才妙老爹（日语：レレレの天才バカボン） （原畫）
- 微星小超人（原畫）
- GTO（原畫）

2000年
- 六門天外（作畫監督）
- 學校怪談（原畫）
- 遊戲王－怪獸之決鬥（Layout）

2001年
- 破壞魔定光（作畫監督）
- 音樂小彗星（作畫監督）
- 妹妹公主（作畫監督）
- 巴比倫2世（作畫監督）
- ANGELIC LAYER 天使領域（原畫）

2002年
- 爆旋陀螺2（人物設計、作畫監督、原畫、ED原畫）[2][3]
- 再造人009 THE CYBORG SOLDIER（原畫）
- 翼神世音（原畫）
- HAPPY★LESSON THE TV（作畫監督）

2003年
- L/R -Licensed by Royal-（作畫監督）
- 爆旋陀螺G（人物設計、ED原畫、作畫監督）

2004年
- 唱K小魚仙 第二輯（原畫）
- B傳說！戰鬥彈珠人（人物設計、原畫、作畫監督）
- 爆裂天使（原畫）
- 熊貓鐵金剛 THE ROBONIMATION（原畫）
- 神無月的巫女（作畫監督、OP原畫、原畫）
- F-ZERO Falcon傳説（作畫監督）

2005年
- B傳說！戰鬥彈珠人 炎魂（人物設計、原畫、作畫監督）
- 戀戀7（原畫）
- 索斯機械獸V（OP原畫）
- MÄR 魔法世界（作畫監督、ED原畫、原畫）
- 植木的法則（ED原畫）

2006年
- 花漾明星（人物設計、總作畫監督、作畫監督、OP原畫）
- 爆球Hit！轟烈彈珠人（作畫監督補、作畫監修）
- 飛輪少年（原畫）
- 新星輝決鬥大師Flash（人物設計）
- 落語天女（作畫監督）

2007年
- 手機少女（OP原畫）
- 爆丸（人物設計）
- 獸神演武（原畫）
- 京四郎與永遠的空（OP原畫）
- 爆笑管家（總作畫監督）
- 獸神演武 -HERO TALES-（OP原畫、原畫）
- School Days（ED原畫）

2008年
- 絕對可愛CHILDREN（總作畫監督）
- 戀姬†無雙（作畫監督、eyecatch、作畫監督補）
- 二十面相少女（作畫監督）
- 魔法使的條件 夏日的天空（原畫）
- 遊戲王5D's（動畫原創卡片設計[4]、原畫）

2009年
- RIDEBACK（原畫）
- 爆旋陀螺 鋼鐵戰魂（人物設計、總作畫監督、OP/ED演出、OP/ED作畫監督、作畫監督、原畫）

2010年
- 爆丸2（人物設計、作畫監督、OP原畫）
- 爆旋陀螺 鋼鐵戰魂 爆（人物設計、OP/ED演出、OP/ED作畫監督、總作畫監督、作畫監督、原畫）
- 旋風四驅王（人物設計原案）

2011年
- 爆丸3（人物設計、總作畫監督、OPED原畫）
- 爆旋陀螺 鋼鐵戰魂 4D（人物設計、OP/ED演出、OP/ED作畫監督、總作畫監督、作畫監督）
- 遊戲王ZEXAL（動畫原創卡片設計、OP原畫）
- 蘿球社！（原畫）
- 爆戰彈珠人（Special Thanks、原畫）

2012年
- 戰姬絕唱SYMPHOGEAR（原畫）
- 爆戰彈珠人es（OP原畫）
- 爆旋陀螺 鋼鐵戰魂 ZERO G（人物設計、OP/ED演出、OP/ED作畫監督、總作畫監督、作畫監督、原畫）
- ズモモとヌペペ（分鏡、演出、作畫監督）
- 魯邦三世 -名為峰不二子的女人-（原畫）
- 遊戲王ZEXAL II（動畫原創卡片設計、動畫原創卡片原畫、原畫、OP原畫）
- 戰鬥飛輪（人物設計、OPED作畫監督）

2013年
- Beast Saga（英语：Beast Saga）（人物設計）
- BLOOD LAD 血意少年（OP原畫、原畫）
- （人物設計）

2014年
- Robot Girl Z（原畫）
- 魔法科高中的劣等生（原畫）
- 我們大家的河合莊（OPED原畫）
- 遊戲王ARC-V（怪物設計、動畫原創卡片設計、OP原畫、原畫）
- 未來卡 搭檔對戰（原畫）
- 笑傲曇天（大蛇設計）
- 戰鬥飛輪－超激戰（人物設計）
- Beywarriors Cyborg（人物設計）
- 英雄銀行（日语：ヒーローバンク）（原畫）

2015年
- 軍人少女！（人物設計、總作畫監督、作畫監督）
- 四月是你的謊言（作畫監督）
- 聖劍使的禁咒詠唱（OP原畫）
- 鑽石王牌 -SECOND SEASON-（原畫）
- 學戰都市Asterisk（原畫）

2016年
- 我們是幸邏部！（作畫監督）
- 爆旋陀螺 击爆戰魂（虛擬形象·道具設計、虛擬形象總作畫監督、OP原畫、作畫監督、原畫、總作畫監督）

2017年
- 爆旋陀螺 击爆戰魂 神（虛擬形象·道具設計、虛擬形象總作畫監督、總作畫監督）
- 遊戲王VRAINS（怪獸設計、動畫原創卡片設計、OP原畫）
- 決鬥大師 2017（原畫）
- 地底小靈精（日语：プリプリちぃちゃん!!）（原畫）

2018年
- 爆旋陀螺 击爆戰魂 超Z（虛擬形象·道具設計、虛擬形象總作畫監督、總作畫監督、ED原畫）
- 棒球大聯盟2nd（原畫）

2019年
- 爆旋陀螺 擊爆戰魂．G （虛擬形象·道具設計、虛擬形象總作畫監督、總作畫監督、OP原畫、原畫）

2020年
- 索瑪麗與森林之神（原畫）
- 魔女之旅（總作畫監督）
- 卡片戰爭先導者外傳 -if- （設定協力、ED原畫、ED作畫監督、總作畫監督、原畫）
- 爆旋陀螺 擊爆戰魂 超王（虛擬形象·道具設計、虛擬形象總作畫監督、總作畫監督、作畫監督助）

2021年
- 新幹線戰士Z（設定協力、OP原畫、總作畫監督）
- 魔卡派對（人物設計）
- 爆旋陀螺 擊爆戰魂 DB（虛擬形象設計、虛擬形象總作畫監督）

### OVA
1988年
- 麻雀飛翔伝 哭きの竜 飛竜之章（日语：麻雀飛翔伝 哭きの竜） （原畫）

1990年
- 青春夫婦物語 戀子的每日（原畫）
- 力王 RIKI-OH VIOLENCE2 毀滅之子（原畫）

1991年
- 學園超女隊（日语：ザ・学園超女隊）（原畫）
- 絕滅之島（原畫）
- 1月にはChristmas （原畫）

1992年
- Wolf Guy（原畫）

1994年
- D・N・A² ～他到底失去了什麼？～（原畫）

1995年
- 畢業（原畫）

1996年
- D・N・A² ～他到底失去了什麼？～（作畫監督）
- 3×3 EYES 〜聖魔傳説〜（原畫）

1997年
- 櫻花大戰 櫻華絢爛（原畫）

1999年
- 威脅～永不完結的明日～ The Animation（原畫）

2000年
- 櫻花大戰 轟華絢爛（原畫）

2005年
- 我永遠的聖誕老人（設計協力、原畫、作畫監督）[5]
- 天地無用！魎皇鬼（原畫）

2014年
- 絕滅危愚少女 Amazing Twins（原畫）

2018年
- 幽遊白書 25週年動畫（原畫）

### 剧場動畫
1990年代
- 超時空要塞7 銀河在呼喚我（日语：マクロス7 銀河がオレを呼んでいる!）（原畫）
- 爆走兄弟Let's & Go!!WGP 失控迷你賽車大追蹤!（原畫）
- 寵物小精靈劇場版：超夢夢反擊戰（原畫）

2000年代
- 6 ANGELS（原畫）
- 爆旋陀螺劇場版 激戰！孝男VS大地（人物設計）

2010年
- 10th週年劇場版 遊戲王 ～超融合！跨越時空的羈絆～（動畫原創卡片設計）
- 爆旋陀螺‧鋼鐵戰魂 VS 太陽灼熱的侵略者（人物設計）

2012年
- 閃電十一人GO VS 紙箱戰機W（原畫）

2015年
- LoveLive! 學園偶像電影（作畫監督、原畫）
- 妖怪手錶：閻魔大王和五個故事喵！（作畫監督）

2016年
- 游戏王：THE DARK SIDE OF DIMENSIONS（動畫原創卡片設計、原畫）

### 遊戲
2005年
- School Days（原畫、ED原畫）

2012年
- 偶像大師 閃耀祭典（原畫）

2013年
- CR鬼太郎 從地獄來的使者（人物設計）

2014年
- 妖怪手錶2 真打（作畫監督）
- 魔法科高中的劣等生 Out of Order（宣傳圖）